# Villa Aublet
Pour les articles homonymes, voir Aublet.
La villa Aublet est une voie du 17e arrondissement de Paris, en France.

## Situation et accès

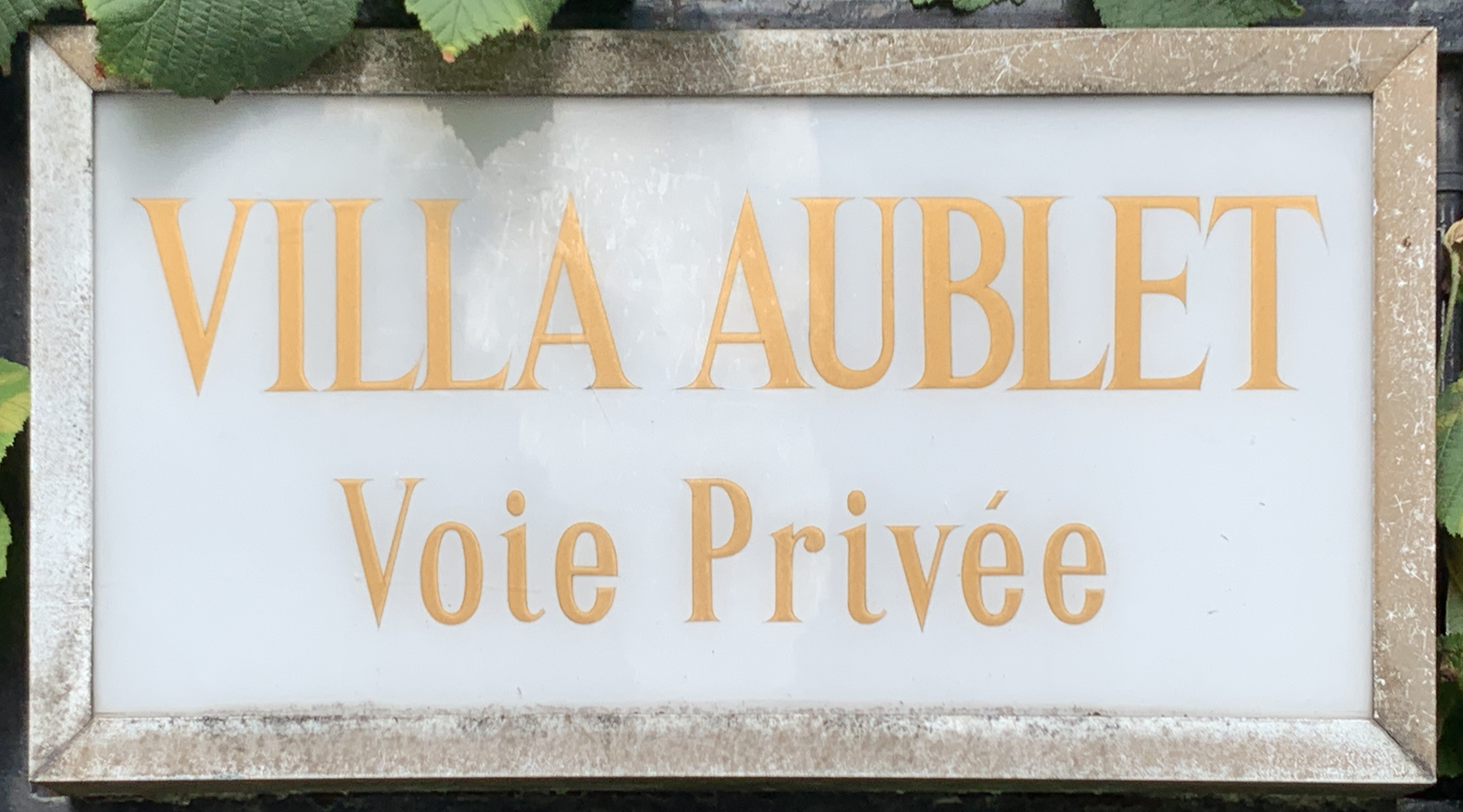
Plaque de la voie.

La villa Aublet est une voie privée située dans le 17e arrondissement de Paris. Elle débute au 44, rue Laugier et se termine en impasse.
Le quartier est desservi par la ligne de métro 3 à la station Pereire et par la ligne C du RER.

## Origine du nom

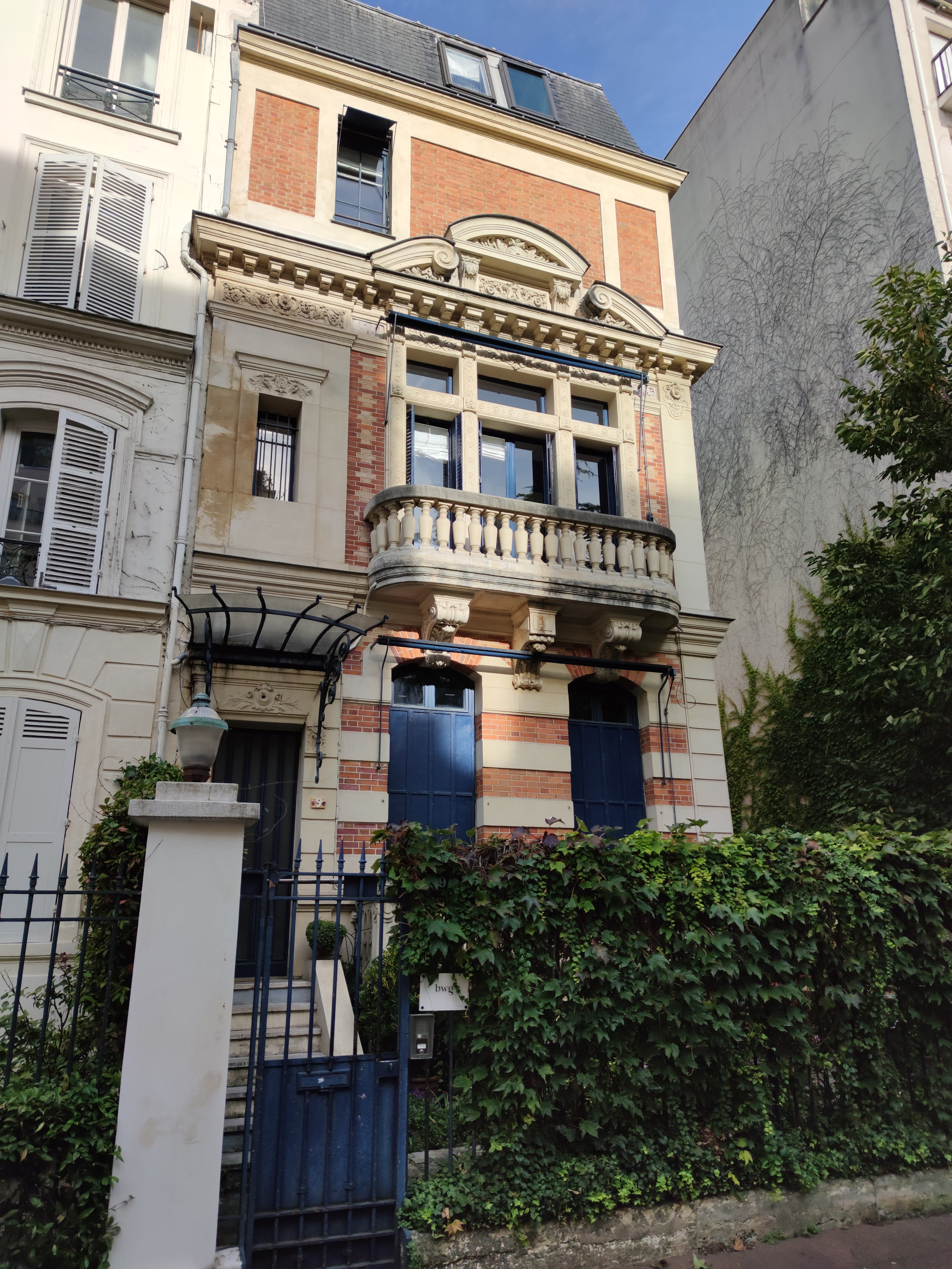
No 9.

La rue tire son nom du propriétaire des terrains sur lesquels la voie a été ouverte.

## Historique
Cette voie est formée en 1862 sous sa dénomination actuelle.
La villa est mentionnée pour la première fois dans la presse en 1864 par une petite annonce proposant à la vente un « hôtel à Paris-les-Ternes », le « 1er à gauche en entrant », avec une mise à prix de 45 000 francs.

## Bâtiments remarquables et lieux de mémoire
- Le peintre belge Théo van Rysselberghe (1861-1926), un proche de l’écrivain André Gide, s’établit dans la villa en 1901 et y reste une quinzaine d’années dans une maison de trois étages comprenant un grand atelier. Cette maison est détruite en 1976[2],[3].
- No 14 : en 1930, le « ravissant petit hôtel particulier » sis est à cette adresse est l’objet d’un incendie criminel à la suite d’un conflit opposant la propriétaire des lieux, « une vieille dame consacrant tous ses loisirs à faire de la peinture », à une employée[4].
- No 17 : en 1976, un attentat est dirigé contre l’hôtel particulier situé à cette adresse, loué par la secte Moon ; deux jeunes gens sont blessés, dont l’un grièvement[5].